# Nutella
Nutella je obchodní značka čokoládové pomazánky z cukru, palmového oleje a lískových oříšků, kterou vyrábí italská společnost Ferrero. Recept vznikl roku 1940 upravením receptury dříve vyráběné pomazánky.

## Historie
Starší produkt, Gianduia, byla směs obsahující přibližně 50 % mandlí nebo lískových ořechů a 50 % čokolády. Začala se vyrábět v italském Piemontu poté, co zdanění kakaových bobů ztížilo výrobu běžné čokolády. Původně se vyráběla v pevném stavu, ale později byla změněna na krémovitý produkt Supercrema. V roce 1963 bylo složení znovu upraveno a produkt byl již definitivně přejmenován na Nutella. První sklenice Nutelly opustila továrnu Ferrero 20. dubna 1964.

## Složení
Podle štítku výrobku jsou hlavní ingredience Nutelly cukr a rostlinné oleje (většinou palmový), následují lískové ořechy, kakao a sušené odstředěné mléko. Nutella je v mnoha zemích prodávána jako „oříškový krém“. Podle italského práva nemůže být označena jako čokoládový krém, protože nesplňuje minimální koncentraci kakaové sušiny. Asi polovina kalorií v Nutelle pochází z tuku (11 g v 37g porci či 99 kcal z 200 kcal) a asi 40 % kalorií pochází z cukru (20 g, 80 kcal).
V roce 2017 německá Nutella změnila složení, byl snížen podíl oříšků a zvýšen podíl cukru. Podíl sušeného mléka v nové receptuře vzrostl ze 7,5 % na 8,7 %, podíl cukru se zvýšil z 55,9 % na 56,3 %, podíl tuku klesl z 31,8 % na 30,9 %. Nutella dodávaná na český, maďarský, rakouský a slovenský trh obsahuje podle vědců z VŠCHT méně kakaové sušiny než Nutella dostupná na německém trhu. Pro tento jev (anglicky skimpflation) se v ČR vžil pojem šuntflace.